# Communauté de communes du Liancourtois - la Vallée dorée
La Communauté de communes du Liancourtois, dite de la Vallée Dorée, est une communauté de communes française, située dans le département de l'Oise.

## Historique
Le premier rapprochement entre les communes du Liancourtois s'est mis en place le 14 février 1963 par arrêté préfectoral de Gaston Pontal. Les communes de Bailleval, Cauffry, Laigneville, Liancourt, Mogneville et Rantigny se sont associées en District Urbain Local. Les premières compétences de cette association étaient la construction et l'équipement de zones d'habitation, l'alimentation en eau potable, l'assainissement, la collecte et le traitement des ordures ménagères, l'entretien de la voirie et les installations sportives et socio-éducatives. 
Le siège de la Communauté de Communes est établi en 1963 à Liancourt, puis transféré au 1 rue de Nogent à Laigneville en 2007 par modification des statuts en préfecture.
En 2024 Monchy-Saint-Éloi demande a quitter la Vallée dorée pour rejoindre la communauté d'agglomération Creil Sud Oise, mais se heurte à l'opposition  du conseil communautaire et de plusieurs des communes membres,

## Le territoire communautaire

### Géographie
La communauté de communes regroupe dix communes totalisant environ habitants et situées au centre du département de l'Oise, le long de la vallée de la Brêche jouxtant au nord l'agglomération creilloise et sa communauté de l'agglomération creilloise.
La dénomination de Vallée dorée est mentionnée par le premier préfet de l'Oise, Jacques Cambry, qui écrivait en 1802-1803 : « Au sud de Clermont est la Vallée dorée, ainsi nommée pour sa richesse et la variété de ses cultures. Elle s’étend jusqu’à Creil. Rien ne l’emporte sur ses agreements : les eaux de la Brèche et de la Béronelle la traversent dans toute sa longueur, des montagnes boisées très fécondes la dominent à l’est ; c’est un paysage enchanteur dont rien n’égale la variété, la fraîcheur et la verdure. La terre produit toutes sortes de légumes dans mille et mille jardins, si chargés de cerisiers, de merisiers, de noyers, de pommiers, de treilles, que le soleil a peine à les traverser ».

### Composition
La communauté de communes est composée des 10 communes suivantes :

| Nom                 | Code Insee | Gentilé       | Superficie (km2) | Population (dernière pop. légale) | Densité (hab./km2) |
| ------------------- | ---------- | ------------- | ---------------- | --------------------------------- | ------------------ |
| Laigneville (siège) | 60342      | Laignevillois | 8,53             | 4 846 (2022)                      | 568                |
| Bailleval           | 60042      | Baillevalois  | 8,01             | 1 477 (2022)                      | 184                |
| Cauffry             | 60134      | Cauffriots    | 4,74             | 2 669 (2022)                      | 563                |
| Labruyère           | 60332      |               | 2,41             | 699 (2022)                        | 290                |
| Liancourt           | 60360      | Liancourtois  | 4,75             | 6 884 (2022)                      | 1 449              |
| Mogneville          | 60404      | Mognevillois  | 3,91             | 1 495 (2022)                      | 382                |
| Monchy-Saint-Éloi   | 60409      |               | 3,88             | 2 161 (2022)                      | 557                |
| Rantigny            | 60524      | Rantignysiens | 4,16             | 2 538 (2022)                      | 610                |
| Rosoy               | 60547      | Rosaltiens    | 4,95             | 622 (2022)                        | 126                |
| Verderonne          | 60669      | Verderonnais  | 3,33             | 487 (2022)                        | 146                |

### Démographie
| 1968   | 1975   | 1982   | 1990   | 1999   | 2010   | 2015   | 2021   |
| ------ | ------ | ------ | ------ | ------ | ------ | ------ | ------ |
| 13 950 | 16 095 | 17 422 | 20 423 | 21 479 | 23 000 | 23 534 | 23 882 |

## Administration

### Siège

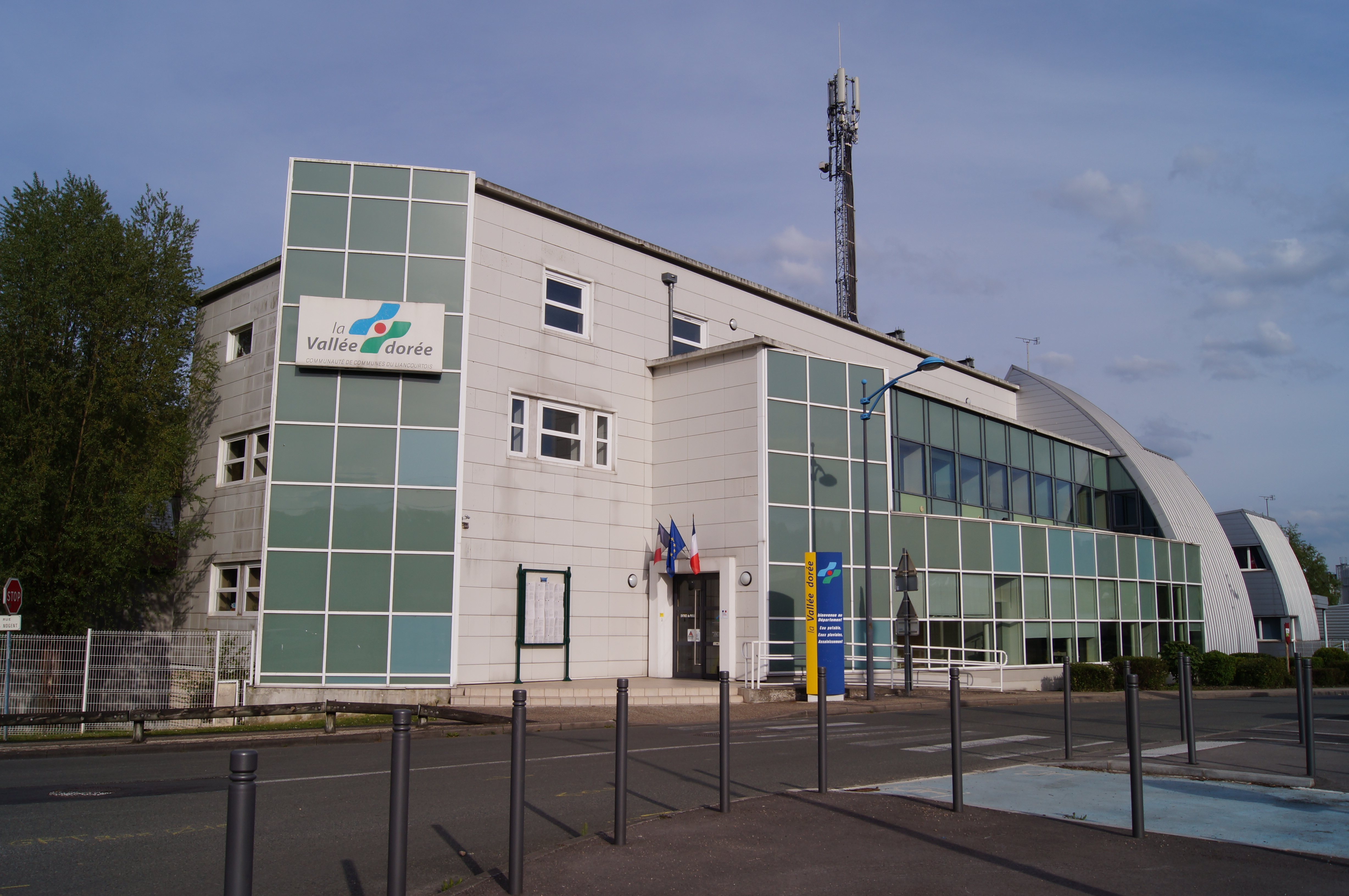
Siège de la Communauté de communes de la Vallée Dorée à Laigneville (Oise)

Le siège de la communauté de communes est situé 1 rue de Nogent à Laigneville. 

### Les élus
La Vallée dorée est administrée par son conseil communautaire, composé  à compter des élections municipales de 2020 dans l'Oise de 32 conseillers municipaux représentant chacune des communes membres et répartis de ma manière suivante en fonction, de leur population : 

- 10 délégués pour Liancourt ;

- 6 délégués pour Laigneville ;

- 3 délégués pour Cauffry, Monchy-Saint-Éloi et Rantigny ;

- 2 délégués pour Bailleval et Mogneville ;

- 1 délégué ou son suppléant pour Labruyère, Rosoy et Verderonne.

En conséquence des élections municipales de 2020 dans l'Oise, le conseil communautaire a réélu en juin 2020 son président, Olivier Ferreira, maire de Bailleval, et désigné ses 9 vice-présidents, dont le nombre a été déterminé pour permettre la représentation de chaque commune membre et qui sont  : 
1. Roger Menn, maire de Liancourt, chargé de la santé ;
2. Alain Boucher, maire de Monchy-Saint-Éloi, chargé de la mobilité ;
3. Virginie Garnier, maire de Cauffry, chargée de la Commission d’appui et de ressources des moyens intercommunaux aux communes ;
4. Philippe Lepori, maire de Verderonne, chargé de la piscine intercommunale ;
5. Christophe Dietrich, maire de Laigneville, chargé de la Commission des intérêts communautaires et des relations avec le SDIS de l’Oise ;
6. Dominique Delion, maire de Rantigny, chargé du développement économique, de l'emploi et des circuits courts ;
7. Michel Delahoche, maire de Mogneville, chargé du Parc Chédeville ;
8. Jean-François Croisille, maire de Labruyère, chargé de l'environnement ;
9. Gérard Lafitte, maire de Rosoy, chargé des finances.

Le président et les vice-présidents forment l'exécutif de l'intercommunalité pour le mandat 2014-2020.
En janvier 2024, Alain Boucher, maire de Monchy-Saint-Éloi démissionne de sa fonction de vice-président dans un contexte de conflit sur la  modification de la ZAC des Marais de Mogneville.

### Liste des présidents
| Période                                  | Période                    | Identité         | Étiquette | Qualité |
| ---------------------------------------- | -------------------------- | ---------------- | --------- | --- |
| Les données manquantes sont à compléter. |                            |                  |           | |
|                                          | 1995                       | Roger Menn       | PS        | Chercheur Maire de Liancourt (1989 → ) Président de l'OPAC Oise Habitat, Conseiller général de Liancourt (1988 → 2015) |
| 1995                                     | 2008                       | James Emrot,     | PCF       | Cadre commercial Maire de Monchy-Saint-Eloi (1981 → 2004)                                                              |
| 2008                                     | En cours (au 18 août 2021) | Olivier Ferreira | DVG       | Maire de Bailleval (2008 → ) Réélu pour le mandat 2020-2026,                                                           |

### Compétences
L'intercommunalité exerce les compétences qui lui ont été transférées par les communes membres, dans les conditions prévues par le code général des collectivités territoriales. Il s'agit de : 
- Aménagement de l’espace pour la conduite d’actions d’intérêt communautaire ;
- Actions de développement économique ;
- Gestion des milieux aquatiques et prévention des inondations (GEMAPI) (au 01/01/2018) ;
- Aire d’accueil des gens du voyage ;
- Collecte et gestion des déchets des ménages et déchets assimilés ;
- La gestion de l’eau potable, de l’assainissement, des eaux pluviales et l’entretien des fossés intercommunaux
- La piscine la Vallée dorée (Liancourt) et le Parc Chédeville (Mogneville) ;
- Le transport des scolaires (maternelles et élémentaires)vers la Piscine et le Parc Chédeville ;
- Le très haut débit ;
- La contribution au financement des services départementaux d’incendie et de secours ;
- Elaboration, mise en œuvre, suivi et révision de schémas d’aménagement et de gestion de l’eau (SAGE) ;
- Santé.

### Régime fiscal et budget
La communauté de communes est un établissement public de coopération intercommunale à fiscalité propre.
Afin de financer l'exercice de ses compétences, l'intercommunalité perçoit la fiscalité professionnelle unique (FPU) – qui a succédé à la taxe professionnelle unique (TPU) – et assure une péréquation de ressources entre les communes résidentielles et celles dotées de zones d'activité.
Elle ne verse pas de dotation de solidarité communautaire (DSC) à ses communes membres.

### Effectifs
Pour exercer ses compétences, en 2019, l'intercommunalité emploie 80 agents territoriaux.

## Projets et réalisations
Santé
La communauté de communes réalise en 2020 une Maison de santé pluridisciplinaire dans le quartier classé en politique de la ville à Liancourt, et qui accueillera jusqu’à quatre médecins généralistes, sept infirmiers, cinq masseurs-kinésithérapeutes et un podologue.